# 비옥한 초승달 지대

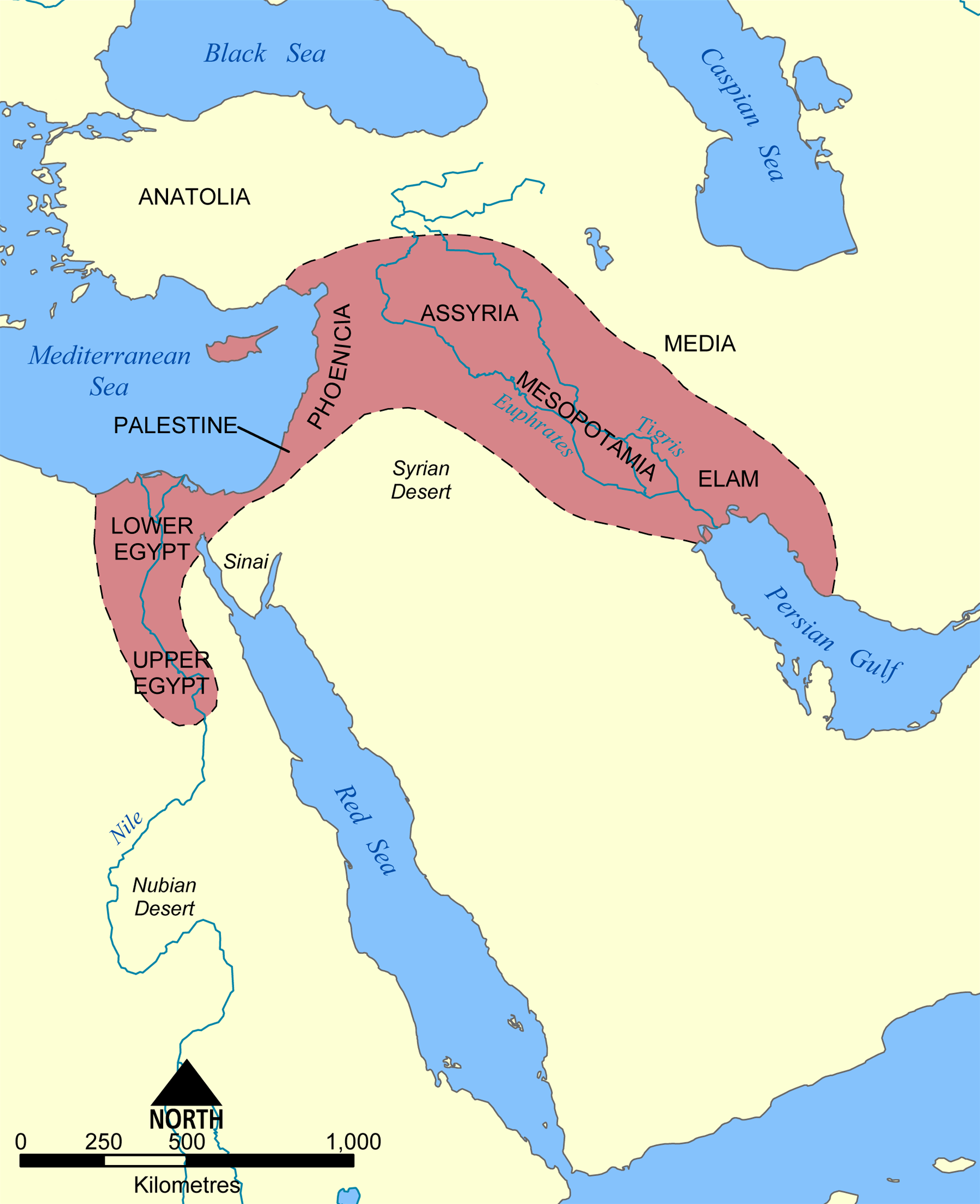
비옥한 초승달 지대

비옥한 초승달 지대(Fertile Crescent)는 미국의 역사가 제임스 헨리 브레스테드(Brestead：1865∼1935)에 의해서 발굴된 서아시아의 고대 문명 발생지에 대한 아칭(雅稱)이다.
이 지대의 동쪽 끝은 페르시아만(灣)의 충적(沖積) 평야인데, 이란고원, 자그로스산맥의 서쪽을 티그리스강·유프라테스강을 따라 북상하여, 아르메니아로부터 타우루스산맥의 동쪽을 시리아, 팔레스티나로 연결된다. 브레스테드가 명명할 때에는 이 지역을 지칭하였으나, 나중에는 바다를 건너서 그 서쪽 끝은 나일강 유역의 충적 평야까지 포함하여 말하게 되었다.
세계 최고(最古)의 농경 문화가 이 지대에서 일어난 것은 명백하며, 아마도 시리아, 팔레스티나가 그 발상지이고, 이 문화의 영향하에 티그리스·유프라테스 및 나일 강 유역(메소포타미아 및 이집트)에 고도의 문명이 발생하게 되었다. 이 지대에 정착한 농경 민족과 주변의 유목 민족과의 평화적·전투적 교섭 속에서 고대 오리엔트사(史)의 전개를 보았다.

## 같이 보기
- 농업의 역사
- 재러드 다이아몬드